# Бабаев, Керим
Керим Бабаев — советский хозяйственный и государственный деятель, лауреат Государственной премии СССР за выдающиеся достижения в труде.

## Биография
Родился в 1937 году в селе имени 8 Марта. Член КПСС.
В 1955—1965 — колхозник, звеньевой, в 1965—1991 — бригадир комсомольско-молодёжной хлопководческой бригады колхоза «Ашхабад» Марыйского района Марыйской области Туркменской ССР.
За обеспечение устойчивого роста производства сахарной свёклы, картофеля, овощных, технических и других с/х культур на основе внедрения прогрессивных технологий и повышения производительности труда был в составе коллектива удостоен Государственной премии СССР за выдающиеся достижения в труде 1984 года.
Жил в Марыйском велаяте.

## Награды
- Орден Октябрьской Революции (1977)
- Орден Трудового Красного Знамени (1972)
- Орден Знак Почёта (1984)